# التيارات والمنظمات الدينية والسياسية في إيران
التيارات والمنظمات الدينية والسياسية في إيران هو كتاب فارسي للمؤلف الإيراني رسول جعفريان. يتناول الكتاب الأحداث الثقافية والسياسية التي شهدتها إيران منذ عهد محمد رضا بهلوي حتى انتصار الثورة الإسلامية (1941 إلى 1979). وقد كُتبَت أكثر من 65 ملاحظة توضيحية ونقدية حول هذا الكتاب. وفي الطبعة الثالثة من هذا الكتاب كتب المرشد الأعلى لإيران علي خامنئي ملاحظةً على الفصل الذي كُتب في الكتاب عن علي شريعتي (الثوري وعالم الاجتماع الإيراني). أُعيدَت طباعة الكتاب أكثر من عشرين مرة.

## الموضوع
وفي هذا الكتاب يؤكد المؤلف رسول جعفريان على دخول رجال الدين إلى مراكز نضال الثورة الإيرانية ودورهم بالاعتماد على الدين في المجال الثقافي ومن ثم السياسي. في هذا الكتاب يسعى إلى إيجاد إجابة لسرّ قيادة رجال الدين في الثورة الإيرانية في شباط 1979؛ ولذلك فهو يناقش الأسباب الجذرية وكيف كانت القوى الدينية الدينية في موقع القيادة في حركة الثورة الإسلامية.

## البناء
يتألف كتاب " التيارات والمنظمات الدينية والسياسية في إيران: منذ وصول محمد رضا شاه إلى انتصار الثورة الإسلامية (1941 إلى 1979)" من مقدمة وثمانية فصول عامة. وهذه الفصول هي:
- الفصل الأول: عودة الدين إلى مجالات المجتمع والسياسة
- الفصل الثاني: حركة ترجمة الأعمال الاجتماعية والسياسية لحركة الإخوان العربية إلى اللغة الفارسية
- الفصل الثالث: التيارات الدينية السياسية النشطة في الستينيات وأوائل السبعينيات
- الفصل الرابع: الإسلام الثوري لمنظمة مجاهدي خلق
- الفصل الخامس: حسينية إرشاد والدكتور شريعتي
- الفصل السادس: الجماعات والتيارات الدينية والسياسية الفاعلة عشية انتصار الثورة الإسلامية الإيرانية
- الفصل السابع: أبرز مؤلفي الأعمال الدينية والسياسية عشية الثورة الإسلامية في إيران
- الفصل الثامن: التيارات التنقيحية في عقائد الشيعة

## النقد والمراجعة
لقد تم حتى الآن تناول كتاب " التيارات والمنظمات الدينية والسياسية في إيران: منذ وصول محمد رضا شاه إلى انتصار الثورة الإسلامية (1941 إلى 1979)" وتحليله ومراجعته وانتقاده عدة مرات.

## طالع أيضًا
- أطلس الشيعة
- المكتبة المتخصصة في الإسلام وإيران
- فهرس أعمال رسول جعفريان [الإنجليزية]
- تاريخ إيران الإسلامية [الإنجليزية]
- التاريخ السياسي للإسلام [الإنجليزية]
- الحياة الفكرية والسياسية لأئمة الشيعة
- تأملات حول حركة عاشوراء [الإنجليزية]

## روابط خارجية
- التيارات والمنظمات الدينية والسياسية في إيران (الطبعة الأولى) على موقع Goodreads
- التيارات والمنظمات الدينية والسياسية في إيران على موقع Goodreads
- التيارات والمنظمات الدينية والسياسية في إيران (طبعة أخرى) على موقع Goodreads
- رسول جعفريان - الباحث العلمي من جوجل
- مقالات رسول جعفريان باللغة الإنجليزية حول SID
- رسول جعفريان مقالات باللغة الإنجليزية عن ماجيران